# 尾澤金左衞門
尾澤 金左衞門（おざわ きんざえもん、1833年6月2日（天保4年4月15日） - 1912年（明治45年）5月15日）は、日本の実業家。「澤」は「沢」の旧字体であり「衞」は「衛」の旧字体のため、尾澤 金左衛門、尾沢 金左衞門、尾沢 金左衛門とも表記される。
開明社社長、尾澤組組長（初代）などを歴任した。

## 概要
明治時代に製糸業や運輸業で成功した実業家である。父から継承した製糸業の機械化を積極的に推進し、尾澤組として組織化した。製糸業界における粗製濫造の風潮を憂いて、初代片倉兼太郞、林倉太郞の両名と開明社を結成し、輪番で社長を務めた。零細製糸業者を束ねて効率化を図るとともに、生糸の品質管理に尽力し、製糸業における長野県諏訪郡の地位を確立させた。これらの手法は全国の製糸業者に波及することになり、製糸業界全体の品質向上に大きく貢献した。大日本帝国製の生糸は、従前は粗悪品と看做されていたが、品質管理の徹底により国外市場から信頼を勝ち取るに至った。その結果、生糸は大日本帝国の輸出貿易を支える重要な産品となった。これらの功績から、初代片倉兼太郞、林國藏と並び「信州製糸の三大明星」と謳われた。

## 来歴

### 生い立ち
1833年（天保4年）、信濃国諏訪郡岡谷村にて生まれた。尾澤家は主として農業を営んでおり、副業として綿商を営んでいた。金左衞門の父である尾澤金藏が当主となってから、座繰製糸も副業として兼営するようになった。ただ、あくまで製糸業は副業であり、生糸の出荷量は一年あたり三、四梱程度にとどまっていた。その後、尾澤金藏から家督を継承し、金左衞門が尾澤家の当主となった。

### 実業家として

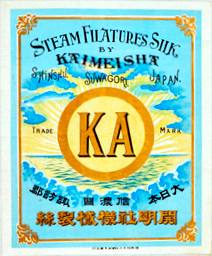
開明社の生糸に貼付されたチョップ

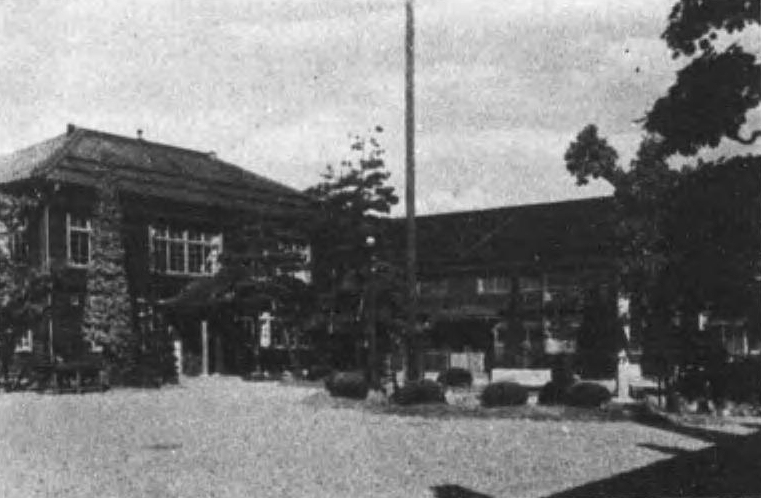
尾澤組の本部が設置されていた尾澤製糸所

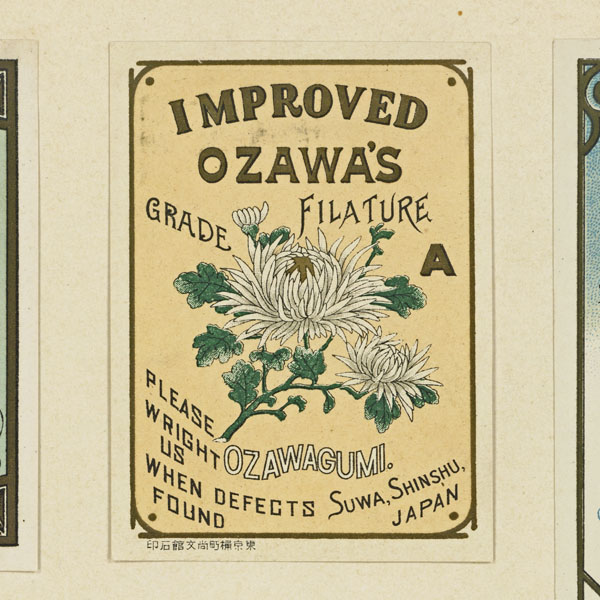
尾澤組の生糸に貼付されたチョップ

時あたかも、大日本帝国の製糸業は勃興期を迎えており、各地に製糸業者が続々と誕生していた。1873年（明治6年）、小野組が筑摩県諏訪郡に機械製糸所を新設した。早速この製糸所を訪れた金左衞門は、最新の設備を目の当たりにし、製糸業の機械化に可能性を見出した。1876年（明治9年）、今まで手掛けてきた座繰製糸を廃業し、新たに工場を建設して鍋取器械16釜を設置し、器械製糸に進出した。
しかし、生糸の需要が急増したことから、大日本帝国の製糸業界では粗製濫造が深刻化し始めていた。明治10年代の製糸業界では、切れてしまった生糸を結ばずに、水で濡らして繰り枠に貼り付けてそのまま揚げ返してしまった糸綛が多数見つかっていた。また、揚げ返し中に切れた隣の生糸を巻き込んでしまい、2本の生糸を一枠で巻き揚げた二本揚がりの綛も多数発生していた。さらに、生糸の太さがばらばらで、細綛と太綛とが混在した状態で出荷されていた。これらの点が問題視され、国外市場で多数の苦情が寄せられる事態となっていた。長野県諏訪郡においても零細製糸業者が乱立しており、品質も規格も業者ごとにばらばらであったため、諏訪郡の生糸は市場で買い叩かれていた。これに対抗するため、諏訪郡川岸村の初代片倉兼太郞、諏訪郡平野村の林倉太郞の両名に諮り、1879年（明治12年）に製糸結社である開明社を結成した。金左衞門は初代兼太郞、倉太郞と輪番で開明社の社長を務めた。揚返工程を共同で実施することで、生糸の品質管理の徹底を図った。加盟する製糸業者間で生糸の品質を統一し、その維持向上に力を注いだ。具体的には、切れてしまった生糸は必ず結ぶように徹底させるとともに、二本揚がりの発生を厳しく管理した。さらに、揚げ返しの途中でサンプルを巻き取って検査し、綛糸を太さや色相で分別し、性状ごとに揃えた荷口を大量出荷するようにした。その結果、開明社の生糸は「信州上一番格」と謳われることになった。こうした品質管理の徹底はアメリカ合衆国市場でのニーズに合致しており、国外からの厚い信頼を得るに至った。横浜の生糸市場では、開明社の生糸は全国一の高値で取引されるようになった。特に県外の製糸業者の生糸と比べると、一俵あたり100円以上高く取引されており、開明社をはじめとする長野県の生糸は高値で取引されるようになっていた。最終的に、横浜市場ではまず「信州上一番格」に対して値段がつけられ、他の銘柄は「信州上一番格」との差額で取引されるようになったことから、「信州上一番格」が生糸相場の価格形成の基準となった。
もともと豪農であった尾澤家、片倉家、林家は、開明社の興隆にともないさらなる発展を遂げ、製糸業界の実力者となっていった。最終的に開明社は1888年（明治21年）に長野県最大の結社となり、1891年（明治24年）には従業員数が1800名を突破した。なお、倉太郞の死去にともない、倉太郞の長男の林國藏が地位を継承している。1881年（明治14年）に横浜市場が混乱した際、金左衞門は外国商人に対抗するためトラストを結成し「こちらが主張する値でなければ断じて売らぬ」と強気の姿勢を維持した。他の製糸業者が相次いで経営破綻する中、金左衞門たちは最終的に損害額を最小限に抑えることに成功した。
1885年（明治18年）8月には、火災により金左衞門の工場が焼失した。その際、尾澤邸に保管されていた製糸用の繭も焼失し、莫大な損害が発生した。金左衞門はこれらの苦難を乗り越え、1887年（明治20年）には数千坪に及ぶ広大な土地に尾澤家の巨大な工場を建設した。さらに長野県のみならず、他県にも進出した。1894年（明治27年）には尾澤組を設立して家業を組織化し、開明社から分出した。また、製糸業などにおいて燃料の不足が生じると予測し、片倉家や林家とともに諏訪薪炭を設立した。また、運輸通信の重要性に着目し、岡谷郵便局の開設に尽力した。さらに内國通運會社の分社の開設にも動き、平野村に設置された分社の事業に携わった。のちに尾澤運漕店を設立し、内國通運會社に代わって運送業に本格的に取り組んだ。当時の運送業者はトラブルが頻発しており、輸送中に生糸が汚損してしまい売り物にならないことが問題となっていた。そこで、輸送中に生糸が汚損した際に補償する損害保険制度を考案し、荷主からの支持を得た。当時はこの地域で荷物に保険を掛けられるのは尾澤運漕店のみだったため、大いに繁盛した。さらには片倉家、林家とともに諏訪索道を設立し、製糸業者が使用する石炭などを輸送するため索道を敷設した。
製糸業界の品質管理に尽力した尾澤家の功績は内外で高く評価されており、賞勲局などがその功績について調査した。その結果、1908年（明治41年）5月22日になって、金左衞門に緑綬褒章が授与されることになった。なお、同年5月22日には、金左衞門の盟友たる初代片倉兼太郞に対しても、同様に緑綬褒章が授与されている。1912年（明治45年）5月15日、80歳で死去。
また、尾澤家の家督は、金左衞門の長男である尾澤福太郎が継承した。福太郞の率いる尾澤組はその後も成長を続け、1923年（大正12年）には2700釜以上の設備を抱える巨大な製糸業者となっていた。同年5月、尾澤組は従来の組織形態から株式会社に移行した。その後、初代兼太郞から片倉家を継承した二代目片倉兼太郞との間で話がまとまり、尾澤組は二代目兼太郞の率いる片倉製絲紡績と同年11月に合併した。両社の合併により国内最大規模の製糸業者が誕生することになり、大日本帝国の製糸所のうち7割以上を手中に収めるに至った。

## 顕彰
製糸業における長野県諏訪郡のブランドを確立した人物として、初代片倉兼太郞、林國藏と並び称される。その業績を記念し、長野県岡谷市の成田公園には金左衞門と國藏の銅像が建立されていた。また、同じく岡谷市の鶴峯公園には初代兼太郞の銅像が建立された。しかし、太平洋戦争に伴う金属供出により撤去され、現在は台座のみが遺されている。

## 人物
相場師としての顔
投機で財を成した人物ではなく、あくまで実業で財を成した人物であるが、相場師としても名を残している。特に1881年（明治14年）の横浜市場の混乱期に成行売で危機を免れたことがよく知られている。ジャーナリストの鍋島高明は、日本を代表する相場師を紹介するコラム「相場師列伝」にて金左衞門を取り上げており「尾沢金左衛門の波瀾（はらん）万丈の生涯で、明治14年の『成り行き売り』による危機突破作戦は見事というしかない」と評している。
諏訪郡の繭倉庫
1885年（明治18年）に火災に見舞われた際には、尾澤邸に保管されていた製糸用の繭も焼失し、莫大な損害が発生した。この火災が教訓となり、長野県諏訪郡の製糸業者は繭を専用の倉庫に保管するようになった。そのため、諏訪郡の製糸所の周辺には、多くの繭倉庫が建設されることになった。昭和初期に入っても長野県岡谷市だけで100を超える繭倉庫が遺されていたが、21世紀に入ると老朽化や耐震性の問題などにより取り壊されることが多くなっている。
信州製糸の三大明星
製糸業界に対する貢献により、初代片倉兼太郞、林國藏と並び「信州製糸の三大明星」の一人と称される。『成功經歷日本製絲業の大勢』を著した岩崎徂堂は、初代片倉兼太郞や林國藏と並び金左衞門を「斯界の鼻祖」「信州製絲の三大明星家」「斯界の明星」と評している。

## 略歴
- 1833年 - 信濃国諏訪郡岡谷村にて誕生[4][6]。
- 1876年 - 器械製糸に進出[4]。
- 1879年 - 開明社結成[5][6][10]。
- 1894年 - 尾澤組設立[10]、その後隠居[2]。
- 1912年 - 死去[1][2]。

## 栄典
- 1908年 - 緑綬褒章[18]。

## 家族・親族

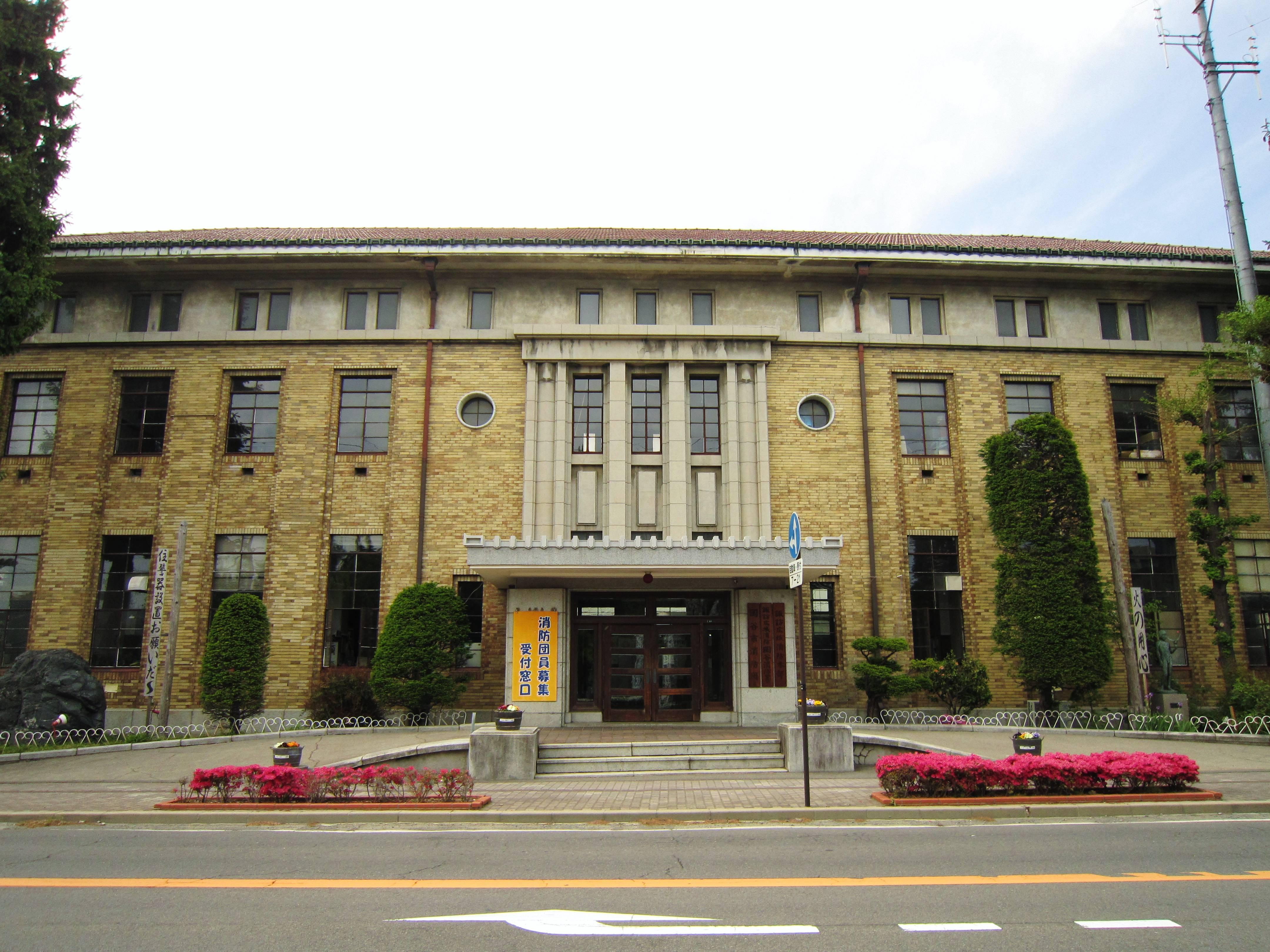
旧岡谷市役所庁舎。地元のために尾澤家が私財を投じて建設し、岡谷市に寄贈した

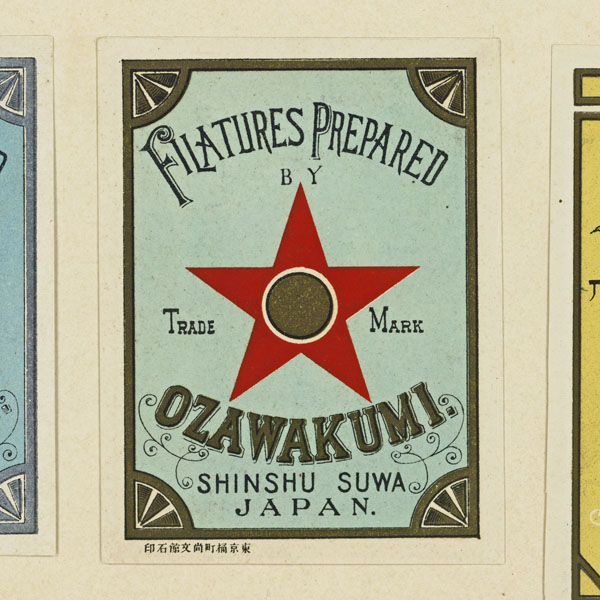
尾澤組の生糸に貼付されたチョップ

尾澤家は江戸時代以来の豪農である。金左衞門が当主を務めていた1879年（明治12年）時点で、およそ5町3反を所有していた。
金左衞門の畏友となった初代片倉兼太郞を輩出した片倉家とは姻戚関係にある。金左衞門の二男である尾澤琢郞は、貴族院議員である今井五介の長女と結婚したが、五介は初代兼太郞の実の弟である。また、金左衞門の孫娘は、実業家である片倉俊太郞の二男と結婚したが、俊太郞は初代兼太郞の従弟である。このような密接な関係があったことから、片倉製絲紡績と尾澤組との経営統合が話題となった際には「片倉、尾澤兩家の間柄は切つても切れぬ親族關係、同じ土地に六大製糸などゝ對立してゐたからとて、別段商賣敵として啀み合ふこともなく、最近生糸業改善の先決問題として製糸業合同の機運が醸成され來つたのを動機として、スラ〳〵と合併談が捗つたのも寧ろ當然の話」と報じられている。
また、他の実業家一族とも姻戚関係を結んでいる。たとえば、金左衞門の孫である尾澤金藏は、ヤナセの前身である梁瀬自動車工業を創業した梁瀬長太郞の娘と結婚した。尾澤家は製糸業界、梁瀬家は自動車業界を中心に事業を展開していたため、もともと両家の間に特段の交友はなかった。だが、金左衞門の曾孫である尾澤金一の率いる尾澤組と、長太郞の率いる梁瀬自動車とが、東京府東京市の土地をめぐり入札で一騎打ちを演じることになった。その後、尾澤家と梁瀬家が姻戚関係となったことから、両家の交友が深まった。太平洋戦争の空襲により梁瀬邸が焼失した際には、一時、長太郞は尾澤邸に身を寄せていた。そのほか、金左衞門の曾孫は、池貝創業家として知られる池貝家に嫁いでいる。また、金左衞門の別の曾孫は、ヤマサ醤油創業家として知られる濱口家に嫁いでいる。
- 尾澤金藏（父） - 農家
- 尾澤亮一（弟） - 実業家
- 尾澤福太郞（長男） - 実業家
- 尾澤琢郞（二男） - 実業家
- 尾澤良一（三男） - 実業家
- 尾澤金藏（孫） - 実業家
- 尾澤晴海（義孫・養孫） - 実業家
- 尾澤虎雄（元義孫・養孫） - 実業家
- 片倉直人（義孫） - 実業家
- 尾澤金一（曾孫） - 実業家
- 尾澤陸平（曾孫） - 実業家
- 二代目池貝庄太郎（義曾孫） - 実業家
- 濱口義郞（義曾孫） - 実業家

## 系譜
|          |          |          |          |          |          |  |  |              |              |              |              |              |              |  |  |            |            |            |            |            |            |  |  |              |              |              |              |              |              |  |  |            |            |            |            |            |            |  |  |
|          |          |          |          |          |          |  |  |              |              |              |              |              |              |  |  |            |            |            |            |            |            |  |  | 片倉直人     |              |              |              |              |              |  |  |            |            |            |            |            |            |  |  |
|          |          |          |          |          |          |  |  |              |              |              |              |              |              |  |  |            |            |            |            |            |            |  |  |              |              |              |              |              |              |  |  | 直人の長女 |            |            |            |            |            |  |  |
|          |          |          |          |          |          |  |  |              |              |              |              |              |              |  |  |            |            |            |            |            |            |  |  |              |              |              |              |              |              |  |  |            |            |            |            |            |            |  |  |
|          |          |          |          |          |          |  |  |              |              |              |              |              |              |  |  |            |            |            |            |            |            |  |  | 福太郞の二女 |              |              |              |              |              |  |  |            |            |            |            |            |            |  |  |
|          |          |          |          |          |          |  |  |              |              |              |              |              |              |  |  |            |            |            |            |            |            |  |  |              |              |              |              |              |              |  |  |            |            |            |            |            |            |  |  |
|          |          |          |          |          |          |  |  |              |              |              |              |              |              |  |  |            |            |            |            |            |            |  |  |              |              |              |              |              |              |  |  | 池貝庄太郎 |            |            |            |            |            |  |  |
|          |          |          |          |          |          |  |  |              |              |              |              |              |              |  |  |            |            |            |            |            |            |  |  |              |              |              |              |              |              |  |  |            |            |            |            |            |            |  |  |
|          |          |          |          |          |          |  |  |              |              |              |              |              |              |  |  |            |            |            |            |            |            |  |  |              |              |              |              |              |              |  |  | 直人の三女 |            |            |            |            |            |  |  |
|          |          |          |          |          |          |  |  |              |              |              |              |              |              |  |  |            |            |            |            |            |            |  |  |              |              |              |              |              |              |  |  |            |            |            |            |            |            |  |  |
|          |          |          |          |          |          |  |  |              |              |              |              |              |              |  |  |            |            |            |            |            |            |  |  |              |              |              |              |              |              |  |  |            |            |            |            |            |            |  |  |
|          |          |          |          |          |          |  |  |              |              |              |              |              |              |  |  |            |            |            |            |            |            |  |  |              |              |              |              |              |              |  |  | 濱口義郞   |            |            |            |            |            |  |  |
|          |          |          |          |          |          |  |  |              |              |              |              |              |              |  |  |            |            |            |            |            |            |  |  |              |              |              |              |              |              |  |  |            |            |            |            |            |            |  |  |
|          |          |          |          |          |          |  |  |              |              |              |              |              |              |  |  |            |            |            |            |            |            |  |  |              |              |              |              |              |              |  |  | 尾澤陸平   |            |            |            |            |            |  |  |
|          |          |          |          |          |          |  |  |              |              |              |              |              |              |  |  |            |            |            |            |            |            |  |  |              |              |              |              |              |              |  |  |            |            |            |            |            |            |  |  |
|          |          |          |          |          |          |  |  |              |              |              |              |              |              |  |  |            |            |            |            |            |            |  |  | 尾澤晴海     |              |              |              |              |              |  |  |            |            |            |            |            |            |  |  |
|          |          |          |          |          |          |  |  |              |              |              |              |              |              |  |  |            |            |            |            |            |            |  |  |              |              |              |              |              |              |  |  | 尾澤金一   |            |            |            |            |            |  |  |
|          |          |          |          |          |          |  |  |              |              |              |              |              |              |  |  |            |            |            |            |            |            |  |  |              |              |              |              |              |              |  |  |            |            |            |            |            |            |  |  |
| 尾澤金藏 | 尾澤金藏 | 尾澤金藏 | 尾澤金藏 | 尾澤金藏 | 尾澤金藏 |  |  | 尾澤金左衞門 | 尾澤金左衞門 | 尾澤金左衞門 | 尾澤金左衞門 | 尾澤金左衞門 | 尾澤金左衞門 |  |  | 尾澤福太郞 | 尾澤福太郞 | 尾澤福太郞 | 尾澤福太郞 | 尾澤福太郞 | 尾澤福太郞 |  |  | 福太郞の長女 | 福太郞の長女 | 福太郞の長女 | 福太郞の長女 | 福太郞の長女 | 福太郞の長女 |  |  |            |            |            |            |            |            |  |  |
| 尾澤金藏 | 尾澤金藏 | 尾澤金藏 | 尾澤金藏 | 尾澤金藏 | 尾澤金藏 |  |  | 尾澤金左衞門 | 尾澤金左衞門 | 尾澤金左衞門 | 尾澤金左衞門 | 尾澤金左衞門 | 尾澤金左衞門 |  |  | 尾澤福太郞 | 尾澤福太郞 | 尾澤福太郞 | 尾澤福太郞 | 尾澤福太郞 | 尾澤福太郞 |  |  | 福太郞の長女 | 福太郞の長女 | 福太郞の長女 | 福太郞の長女 | 福太郞の長女 | 福太郞の長女 |  |  |            |            |            |            |            |            |  |  |
|          |          |          |          |          |          |  |  |              |              |              |              |              |              |  |  |            |            |            |            |            |            |  |  |              |              |              |              |              |              |  |  |            |            |            |            |            |            |  |  |
|          |          |          |          |          |          |  |  |              |              |              |              |              |              |  |  |            |            |            |            |            |            |  |  | 尾澤虎雄     |              |              |              |              |              |  |  |            |            |            |            |            |            |  |  |
|          |          |          |          |          |          |  |  |              |              |              |              |              |              |  |  |            |            |            |            |            |            |  |  |              |              |              |              |              |              |  |  |            |            |            |            |            |            |  |  |
|          |          |          |          |          |          |  |  |              |              |              |              |              |              |  |  | 尾澤琢郞   | 尾澤琢郞   | 尾澤琢郞   | 尾澤琢郞   | 尾澤琢郞   | 尾澤琢郞   |  |  |              |              |              |              |              |              |  |  | 琢郞の長女 | 琢郞の長女 | 琢郞の長女 | 琢郞の長女 | 琢郞の長女 | 琢郞の長女 |  |  |
|          |          |          |          |          |          |  |  |              |              |              |              |              |              |  |  | 尾澤琢郞   | 尾澤琢郞   | 尾澤琢郞   | 尾澤琢郞   | 尾澤琢郞   | 尾澤琢郞   |  |  |              |              |              |              |              |              |  |  | 琢郞の長女 | 琢郞の長女 | 琢郞の長女 | 琢郞の長女 | 琢郞の長女 | 琢郞の長女 |  |  |
|          |          |          |          |          |          |  |  |              |              |              |              |              |              |  |  |            |            |            |            |            |            |  |  |              |              |              |              |              |              |  |  |            |            |            |            |            |            |  |  |
|          |          |          |          |          |          |  |  |              |              |              |              |              |              |  |  |            |            |            |            |            |            |  |  | 尾澤金藏     |              |              |              |              |              |  |  |            |            |            |            |            |            |  |  |
|          |          |          |          |          |          |  |  |              |              |              |              |              |              |  |  |            |            |            |            |            |            |  |  |              |              |              |              |              |              |  |  |            |            |            |            |            |            |  |  |
|          |          |          |          |          |          |  |  |              |              |              |              |              |              |  |  |            |            |            |            |            |            |  |  |              |              |              |              |              |              |  |  |            |            |            |            |            |            |  |  |
|          |          |          |          |          |          |  |  |              |              |              |              |              |              |  |  | 尾澤良一   |            |            |            |            |            |  |  |              |              |              |              |              |              |  |  |            |            |            |            |            |            |  |  |
|          |          |          |          |          |          |  |  |              |              |              |              |              |              |  |  |            |            |            |            |            |            |  |  |              |              |              |              |              |              |  |  |            |            |            |            |            |            |  |  |
|          |          |          |          |          |          |  |  |              |              |              |              |              |              |  |  |            |            |            |            |            |            |  |  |              |              |              |              |              |              |  |  |            |            |            |            |            |            |  |  |
|          |          |          |          |          |          |  |  | 尾澤亮一     |              |              |              |              |              |  |  |            |            |            |            |            |            |  |  |              |              |              |              |              |              |  |  |            |            |            |            |            |            |  |  |
|          |          |          |          |          |          |  |  |              |              |              |              |              |              |  |  |            |            |            |            |            |            |  |  |              |              |              |              |              |              |  |  |            |            |            |            |            |            |  |  |
|          |          |          |          |          |          |  |  |              |              |              |              |              |              |  |  |            |            |            |            |            |            |  |  |              |              |              |              |              |              |  |  |            |            |            |            |            |            |  |  |

- 赤地に太字が本人、緑地が尾澤家の歴代当主である。
- 係累縁者が多いため、金左衞門の親族に該当する著名人のみ氏名を記載した。
- 金左衞門の父と尾澤琢郞の長男は同名のため、「尾澤金藏」が2名記載されている。
- 尾澤琢郞は金左衞門の二男であり[19]、尾澤家から分家した[19]。
- 尾澤良一は金左衞門の三男であり[19]、他家の尾澤むねの養子となった[19]。
- 尾澤晴海は尾澤福太郞の長女と結婚し[31]、福太郞の養嗣子となったが早世したため[19]、家督は晴海の長男である尾澤金一が継承した[19]。
- 尾澤虎雄は尾澤福太郞の長女と結婚し[19]、福太郞の養子となったが[19]、のちに他家から後妻を娶り[32]、尾澤家から分家した[33]。
- 尾澤陸平は尾澤晴海の二男であり[19]、尾澤家から分家した。

### 註釈
1. ↑  岡谷市産業振興部ブランド推進室『かつて世界一位の生糸生産地——シルク岡谷の絹産業遺産（近代化産業遺産群）』では1894年没としているが誤りとみられる。
2. ↑  信濃国諏訪郡岡谷村は、1871年に高島県諏訪郡岡谷村に移行した。
3. ↑  尾澤金左衞門の孫である尾澤金藏は、金左衞門の父と同名だが別人である。
4. ↑  筑摩県諏訪郡は、1876年に長野県諏訪郡に移行した。
5. ↑  長野県諏訪郡川岸村は、1955年に長野県岡谷市に編入された。
6. ↑  長野県諏訪郡平野村は、1936年に市制施行し、長野県岡谷市が設置された。
7. ↑  尾澤組は、1923年に株式會社尾澤組に改組された。
8. ↑  内國通運會社は、1893年に内國通運株式會社に改組された。
9. ↑  株式會社尾澤組は、1923年に片倉製絲紡績株式會社と合併した。
10. ↑  原文は縦書きであり、「スラ〳〵と」の「〳〵」はくの字点である。
11. ↑  梁瀬自動車工業株式會社は、1945年に梁瀬自動車株式會社に改組された
12. ↑  尾澤組合名會社は、片倉製絲紡績株式會社と合併した株式會社尾澤組とは別会社であり、尾澤家の資産管理会社である。
13. ↑  梁瀬自動車株式會社は、1941年に梁瀬自動車工業株式會社に改組された
14. ↑  東京府東京市に所在したこの土地は、のちの東京都港区に該当する。

## 関連人物
- 片倉兼太郎